# Lockhart Muirhead
Lockhart Muirhead, seltener auch Morehead (* 1765; † 1829) war ein schottischer Gelehrter und erster Regius Professor of Natural History an der University of Glasgow. Der Lehrstuhl war 1807 durch König Georg III. gegründet worden, um einen Kurator für die umfangreiche Sammlung des in London verstorbenen schottischen Anatomen William Hunter zu finden, die die Grundlage des Hunterian Museums bildet.

## Leben
Muirhead wurde 1765 in Schottland als Sohn von Patrick, Pfarrer der Church of Scotland, und Elizabeth Muirhead geboren. Er studierte an der University of Glasgow und erlangte 1797 seinen M.A. Nach seinem Abschluss bereiste Muirhead Frankreich und Italien kurz vor der französischen Revolution und erlernte beide Sprachen so gut, dass er sie nach seiner Rückkehr nach Glasgow an der Universität lehrte und sogar eine französische Grammatik veröffentlichte. Er veröffentlichte Rezensionen französischer und italienischer Fachliteratur in der Monthly Review und der Edinburgh Review, unter anderem auch eine zur Philosophie Zoologique von Jean-Baptiste de Lamarck.
Er gab seinen Ausflug in die Sprachen auf und lehrte Naturgeschichte, eine Kombination aus Geologie und Zoologie. 1807 übernahm er das Amt des Universitätsbibliothekars, das er auch während seiner Regius Professur beibehielt. Andere Quellen weisen ihm das Amt des Bibliothekars von 1795 bis 1823 zu.
Im Sommer 1807 reiste Muirhead nach London, um persönlich die Verpackung und den Versand von Hunters Sammlung zu beaufsichtigen. Es war seine erste Amtshandlung als Keeper of the Hunterian Museum. Die Sammlung lag seit Hunters Tod 1783 dort und wartete auf eine angemessene Lösung.
Ab 1808 wurde Muirhead offiziell als Regius Professor geführt. Er hielt den Lehrstuhl bis zu seinem Tod im Jahr 1829. Die Universität ehrte Muirhead 1820 mit einem LL.D.
Lockhart heiratete Anne Campbell. Ihr Sohn, James Patrick Muirhead, wurde der bedeutendste Biograph von James Watt.

## Bibliographie
- Manual of French grammar. To which is added a small collection from French authors; Glasgow, Verlag Mundell and Son, Edinburgh, 1797
- Journals of Travels in Parts of the Late Austrian Low Countries, France, the Pays de Vaud, and Tuscany, in 1787 and 1789, London, 1803